# All the World's a Stage
All the World's a Stage is het eerste live-album van Rush, uitgebracht in 1976 door Anthem Records en Mercury Records. In 1997 werd het heruitgebracht.
Het werd opgenomen in Toronto op 11, 12 en 13 juni tijdens de 2112-tour.

## Nummers
1. Bastille Day – 4:57
2. Anthem – 4:56
3. Fly by Night/In the Mood – 5:03
4. Something for Nothing – 4:02
5. Lakeside Park – 5:04
6. 2112 – 15:45
  1. Overture – 4:16
  2. The Temples of Syrinx – 2:12
  3. Presentation – 4:27
  4. Soliloquy – 2:22
  5. Grand Finale – 2:28
7. By-Tor & The Snow Dog – 11:57
8. In the End – 7:13
9. Working Man/Finding My Way/Drum Solo – 14:56
10. What You're Doing – 5:39

## Artiesten
- Geddy Lee - zang, bas
- Alex Lifeson - gitaar
- Neil Peart - drums